# Sōta Hirayama
Sota Hirayama (平山 相太  ,Hirayama Sōta), född 6 juni 1985 i Kitakyushu, Fukuoka prefektur i Japan, är en japansk fotbollsspelare som för närvarande spelar för FC Tokyo. Han är en av de få japanska spelare som gick till en europeisk klubb innan han spelade för en klubb i japanska J. League.

## Klubbkarriär
| Säsong  | Lag             | Division | Tröjnummer | Matcher | Mål |
| ------- | --------------- | -------- | ---------- | ------- | --- |
| 2005-06 | Heracles Almelo | 1        | 17         | 31      | 8   |
| 2006-07 | Heracles Almelo | 1        | 9          | 1       | 0   |
| 2006    | FC Tokyo        | 1        | 39         | 7       | 2   |
| 2007    | FC Tokyo        | 1        | 13         | 20      | 5   |
| 2008    | FC Tokyo        | 1        | 13         | 24      | 2   |
| 2009    | FC Tokyo        | 1        | 13         | 26      | 4   |
| 2010    | FC Tokyo        | 1        | 13         | 29      | 7   |